# Lượm
Lượm là một bài thơ 4 chữ được viết bởi nhà thơ Tố Hữu vào năm 1949 trong thời kỳ kháng chiến chống thực dân Pháp của nước Việt Nam Dân chủ Cộng hoà. Bài thơ khắc họa hình ảnh chú bé liên lạc tên Lượm với tính cách hồn nhiên, nhí nhảnh, vui tươi, hăng hái, vô cùng dũng cảm và lạc quan, yêu đời. Bài thơ đã được đưa vào giảng dạy trong chương trình sách giáo khoa Tiếng Việt phần Tập đọc lớp 2 và Ngữ văn lớp 6 học kỳ II.
Bài thơ Lượm là nguồn cảm hứng cho bài hát cùng tên trong phiên bản mở rộng từ album phòng thu thứ ba của Phương Mỹ Chi, Vũ trụ cò bay (2023).

## Xuất bản
Văn bản bài thơ này in trong cuốn Thơ Tố Hữu – Nhà xuất bản giáo dục – 1995 trang 240 được Tố Hữu ghi rõ là viết năm 1950. Trong hồi kí Nhớ lại một thời, ở cả hai lần in của Nhà xuất bản Hội nhà văn năm 2000 trang 260, Nhà xuất bản VHTT năm 2002 trang 200, Tố Hữu lại cho biết: Ông viết bài thơ này vào năm 1952 khi dự Hội nghị Trung ương lần thứ 3 ngày 21 tháng 1 năm 1952. "Chính trong Hội nghị Trung ương lần thứ 3 này một đồng chí ở Thừa Thiên ra kể cho tôi nghe về những tấm gương chiến đấu dũng cảm ở quê nhà và cho tôi biết tin về cháu Lượm". Được in trong tập 'Việt Bắc'

## Nội dung
Lượm là cậu bé còn nhỏ tuổi, làm liên lạc. Mở đầu bài thơ, nhà thơ Tố Hữu không đi vào giới thiệu chi tiết về lai lịch, quê hương. Tố Hữu đặt hình ảnh chú bé Lượm trong bối cảnh chiến tranh, những ngày cách mạng bùng nổ ở Huế. Tác giả thành công xây dựng hình tượng em bé tuổi thiếu niên làm công tác liên lạc trong chiến tranh. Các em không chỉ thông minh, nhí nhảnh, hồn nhiên, yêu đời mà còn mang trong mình một trái tim yêu nước, yêu dân tộc và cái đặc biệt nhất của Lượm chính là sự dũng cảm, lạc quan ngay cả khi trên chiến trường mặt trận đầy bom đạn.
Khi đi làm liên lạc, một công việc cực kỳ nguy hiểm và đòi hỏi sự bí mật đến cao độ nhưng chú bé Lượm lại luôn bộc lộ vẻ hồn nhiên, vô tư. Trong lửa đạn ác liệt của quân địch, Lượm vẫn thực hiện công việc đều đều của mình. Cái chết đến với Lượm quá bất ngờ khi chú bé đang trên đường đi làm liên lạc, Lượm nằm xuống giữa cánh đồng lúa bát ngát, hy sinh anh dũng khi còn tuổi thành niên.

## Nghệ thuật
Bài thơ có dạng thể thơ bốn chữ, nhịp thơ nhanh, có nhiều từ láy có giá trị gợi hình và giàu âm điệu tình cảm, tình yêu tới đất nước, quê hương.

## Bài thơ
Ngày Huế đổ máu
Chú Hà Nội về
Tình cờ chú cháu
Gặp nhau Hàng Bè.
Chú bé loắt choắt
Cái xắc xinh xinh
Cái chân thoăn thoắt
Cái đầu nghênh nghênh
Ca-lô đội lệch
Mồm huýt sáo vang
Như con chim chích
Nhảy trên đường vàng...
- "Cháu đi liên lạc
Vui lắm chú à
Ở đồn Mang Cá
Thích hơn ở nhà!"
Cháu cười híp mí,
Má đỏ bồ quân:
- "Thôi, chào đồng chí!"
Cháu đi xa dần...
Cháu đi đường cháu
Chú lên đường ra
Đến nay tháng sáu
Chợt nghe tin nhà.
Ra thế
Lượm ơi!
Một hôm nào đó
Như bao hôm nào
Chú đồng chí nhỏ
Bỏ thư vào bao
Vụt qua mặt trận
Đạn bay vèo vèo
Thư đề "Thượng khẩn"
Sợ chi hiểm nghèo?
Đường quê vắng vẻ
Lúa trổ đòng đòng
Ca-lô chú bé
Nhấp nhô trên đồng...
Bỗng loè chớp đỏ
Thôi rồi, Lượm ơi!
Chú đồng chí nhỏ
Một dòng máu tươi!
Cháu nằm trên lúa
Tay nắm chặt bông
Lúa thơm mùi sữa
Hồn bay giữa đồng...
Lượm ơi, còn không?
Chú bé loắt choắt
Cái xắc xinh xinh
Cái chân thoăn thoăt
Cái đầu nghênh nghênh
Ca-lô đội lệch
Mồm huýt sáo vang
Như con chim chích
Nhảy trên đường vàng...
1949

## Nguyên mẫu
Lượm được lấy nguyên mẫu từ Liệt Sĩ Nguyễn Văn Lượm, tên khai sinh là Nguyễn Thanh